# CrossFire
Crossfire (tên tiếng Việt: Đột Kích) là một trò chơi chiến thuật bắn súng góc nhìn thứ nhất trực tuyến do Smilegate Entertainment phát triển cho Microsoft Windows. Lần đầu tiên phát hành ở Hàn Quốc vào ngày 3 tháng 5 năm 2007.
Do sự phổ biến của game ở Châu Á, đặc biệt là Trung Quốc và Hàn Quốc, game đã trở thành một trong những game được chơi nhiều nhất trên thế giới tính theo số lượng người chơi, với tổng số 1 tỷ người dùng trọn đời ở 80 quốc gia trên toàn thế giới. Đây là trò chơi trực tuyến có doanh thu cao nhất thế giới tính đến năm 2014, và tiếp tục trở thành một trong những trò chơi điện tử có doanh thu cao nhất mọi thời đại, thu về 6,8 tỷ đô la Mỹ doanh thu trọn đời tính đến  năm 2017.
Trò chơi đã tạo ra một thương hiệu truyền thông. Một phim chuyển thể của trò chơi đã được công bố vào tháng 10 năm 2015. Một bộ phim truyền hình Trung Quốc dựa trên trò chơi (tên là Cross Fire/穿越火线 (网络剧) đã công chiếu vào tháng 7 năm 2020, với sự tham gia của Lộc Hàm và Ngô Lỗi. Phim đã trở thành một thành công về mặt thương mại với nhiều hơn hơn 1,7 tỷ lượt xem ở Trung Quốc tính đến  tháng 10 năm 2020.

## Lối chơi
Crossfire là game bắn súng góc nhìn thứ nhất Free to Play, trong game có hai lực lượng là Black List (BL) và Global Risk (GR) giao tranh với nhau trong một cuộc chiến có quy mô toàn cầu. Người chơi sẽ vào vai thành viên một trong hai tổ chức trên, gia nhập một đội tối đa 8 người (một phòng chơi tối đa 16 người cho cả hai đội) và phối hợp cùng nhau để hoàn thành các màn chơi có yêu cầu nhiệm vụ khác nhau. Các chế độ chơi khác như Chế độ Zombie, Chế độ Đấu Đơn không phân biệt đội, và Chế độ AI chỉ cho phép một số ít người chơi trong trận đấu.
Tùy theo kết quả trận đấu, người chơi sẽ nhận được điểm kinh nghiệm để lên cấp quân hàm và GP (Game Point) là loại tiền ảo trong game. Cấp thấp nhất là Học viên và cao nhất là Tổng tư lệnh. Người chơi cũng có thể tùy chỉnh trang bị và ngoại hình cho nhân vật của mình thông qua các vật phẩm trong trò chơi.
Crossfire có một loại tiền tệ miễn phí được gọi là "Điểm trò chơi" (GP), kiếm được thông qua việc chơi và hoàn thành các trận đấu, mua các vật phẩm cao cấp giúp thưởng GP hoặc hoàn thành một số nhiệm vụ nhất định. Các mặt hàng cao cấp và đặc biệt như vũ khí sửa đổi chỉ có thể được mua bằng tiền tệ. Nội dung có xu hướng thay đổi từ phiên bản này sang phiên bản khác. Những món đồ đặc biệt, chỉ có thể mua bằng một loại điểm đặc biệt mua bằng tiền thật (ở Việt Nam là Gcoin). Một số tiền thật ở các phiên bản khác như (ZP - Bắc Mỹ, Brazil, CFP - Trung Quốc, крд - Nga,....).

### Vũ khí
Vũ khí Crossfire dựa trên các mô hình thực tế, với mỗi loại vũ khí thuộc một thể loại. Các danh mục bao gồm súng máy, súng trường tấn công và súng bắn tỉa. Mỗi loại có chức năng tương tự như các loại tương tự trong thế giới thực của chúng (Ví dụ: Súng máy nặng, mạnh, bắn liên tục và thời gian nạp đạn lâu, Súng tiểu liên nhẹ hơn và bắn nhanh hơn nhưng gây ít sát thương hơn, Súng ngắn hiệu quả ở cự ly gần nhưng không hiệu quả ở cự ly xa.) Vũ khí thường có nhiều biến thể, bao gồm các lớp vỏ khác nhau mang lại cho chúng các thuộc tính khác nhau. Ngoài ra, các phiên bản được làm lại vỏ thường hiếm hơn. Ngoài ra còn có một số vũ khí khác với các vũ khí khác như vũ khí VIP, có chức năng tốt hơn như nạp đạn nhanh hơn. Một số chế độ có vũ khí dành riêng cho chế độ đó.

### Crossfire 2.0
Từ cuối năm 2014, phiên bản 2.0 được cập nhật tại một số quốc gia, ngoài việc thay đổi giao diện cũng như cập nhật bộ vũ khí 2.0 Ares, phiên bản 2.0 còn cho ra mắt chế độ đấu hạng với cấp thấp nhất là Đồng và cao nhất là Kim Cương, ngoài ra một số nhân vật cũng được nâng cấp phiên bản 2.0. Các tính năng mới như kết bạn, chat offline cũng được đưa vào. Hệ thống mini Capsule cũng được áp dụng. Các web shop ở trên mạng gồm nhiều chính sách ưu đãi của nhà phát hành đang được triển khai và mở rộng. Các vũ khí VIP được cập nhật để gia tăng chỉ số cũng như kinh nghiệm.
Crossfire 3.0
Vào cuối năm 2020, phiên bản 3.0 được cập nhật tại Trung Quốc, sau đó các thị trường khác cũng được cập nhật theo vào năm 2021. Ngoài việc thay đổi giao diện của game, phiên bản 3.0 đã được chia ra làm hai kiểu chế độ chơi, trong đó kiểu chơi Renewal Lobby (Trận đấu Public) sẽ dành cho những ai tìm trận nhanh với chế độ chơi mong muốn, trong khi đó người chơi cũng có thể chơi theo hình thức tìm và tạo phòng giống như các phiên bản trước. Phiên bản 3.0 được hỗ trợ cho hai tỉ lệ màn hình mới là 5:4 và 16:9, hỗ trợ Borderless dành cho chế độ cửa sổ (Window Mode), cùng với đó đồ họa mặc định của giao diện game được cải thiện nhằm tối ưu cho các màn hình có tỉ lệ rộng về giao diện. Phần kho đồ và cửa hàng được thay đổi về cơ chế tìm kiếm và mở rộng các trang đồ để tìm kiếm tốt hơn. Tuy nhiên thì phiên bản này cũng đã gỡ bỏ đi các chế độ và tính năng ở phiên bản trước, ví dụ như chế độ Sinh Tồn, so sánh vũ khí, chế độ tập luyện,... Tại Việt Nam, đây là phiên bản cập nhật thứ 2 dưới thời VTC Online phát hành vào ngày 24 tháng 8 năm 2021. Phiên bản này đi kèm với mùa Rank 17, 3 Bản đồ mới và cập nhật hệ thống chống hack/cheat, nhằm cải thiện vấn đề gian lận trong game tốt hơn.

### Tại Việt Nam
Game hứng chịu nhiều chỉ trích khi khi được cho là cổ xúy các hành vi bạo lực. Nhà phát hành VTC Game đã phải tiến hành thay đổi các nội dung "bạo lực" như thay dao thành búa gỗ, loại bỏ hiệu ứng máu.
Đột Kích là một trong những game bị hack/cheat, mod tàn phá nhiều nhất, các bản hack công khai phát tán tràn lan kèm theo quảng cáo và keylogger. Việc gian lận làm thay đổi kết quả trận đấu là bị cấm và sẽ bị phạt rất nặng nếu bị phát hiện.
Năm 2018, VTC Game tổ chức sự kiện 10 năm tuổi của Đột Kích với số lượng người tham gia đông đảo trên khắp các tỉnh thành.

## Khu vực hoạt động
| Khu vực     | Nhà phát hành                                | Ngày phát hành                                                                                  | Ngày đóng cửa                                                                       | Tình trạng               | Ghi chú                                            |
| ----------- | -------------------------------------------- | ----------------------------------------------------------------------------------------------- | ----------------------------------------------------------------------------------- | ------------------------ | -------------------------------------------------- |
| Hàn Quốc    | Smilegate (trước đây là Pmang)               | Ngày 3 tháng 5 năm 2007 (Pmang ra mắt lần đầu) Ngày 12 tháng 12 năm 2013 (Smilegate ra mắt lại) | Ngày 11 tháng 7 năm 2012 (phát hành ban đầu) Ngày 3 tháng 3 năm 2020(phát hành lại) | Đã đóng                  | —                                                  |
| Nhật Bản    | Playgra (trước đây là Arario)                | Ngày 23 tháng 2 năm 2008                                                                        | 31 Tháng Ba, 2018                                                                   | Đã đóng                  | —                                                  |
| Việt Nam    | VTC Online (trước đây là VTC Game)           | Ngày 18 tháng 3 năm 2008                                                                        | —                                                                                   | Đang hoạt động           | —                                                  |
| Trung Quốc  | Tencent                                      | Ngày 28 tháng 4 năm 2008                                                                        | —                                                                                   | Đang hoạt động           | —                                                  |
| West        | Smilegate West (trước đây là G4Box)          | Ngày 30 tháng 1 năm 2009 (Bắc Mỹ)                                                               | —                                                                                   | Đang hoạt động           | Sáp nhập máy chủ Bắc Mỹ, Châu Âu và Châu Mỹ Latinh |
| Philippines | Smilegate Megaport (trước đây là Gameclub)   | Ngày 17 tháng 10 năm 2009                                                                       | -                                                                                   | Đang hoạt động           | —                                                  |
| Indonesia   | Lyto                                         | Ngày 8 tháng 12 năm 2009                                                                        | Ngày 21 tháng 12 năm 2020                                                           | Đã đóng                  | -                                                  |
| Nga         | Mail.Ru                                      | Ngày 2 tháng 6 năm 2010                                                                         | Ngày 20 tháng 2 năm 2023                                                            | Đang hoạt động           | Hết hợp đồng                                       |
| Đài Loan    | Macrowell OMG                                | Ngày 24 tháng 3 năm 2011                                                                        | Ngày 23 Tháng Ba năm 2014                                                           | Đã đóng                  | -                                                  |
| Châu Âu     | Smilegate West (trước đây là SG Interactive) | Ngày 31 tháng 8 năm 2011                                                                        | Ngày 7 tháng 11 năm 2018                                                            | Sáp nhập vào máy chủ Tây | -                                                  |
| Brazil      | Smilegate West                               | Ngày 29 tháng 11 năm 2011                                                                       | -                                                                                   | Đang hoạt động           | -                                                  |
| Đông Nam Á  | Gambooz                                      | Ngày 12 tháng 9 năm 2013                                                                        | Ngày 17 tháng 3 năm 2015                                                            | Đã đóng                  | -                                                  |
| Mỹ La-tinh  | Smilegate West                               | Ngày 28 Tháng Một, 2014                                                                         | Ngày 18 Tháng Ba, 2020                                                              | Sáp nhập vào máy chủ Tây | -                                                  |

## Hiệu suất thương mại
Crossfire là một trong những trò chơi điện tử được chơi nhiều nhất trên toàn thế giới, với 6 triệu người dùng đồng thời và 1 tỷ người chơi đã đăng ký vào tháng 2 năm 2020, theo nhà phát triển Smilegate, với phần lớn người chơi tập trung ở Châu Á, đặc biệt là Trung Quốc và Hàn Quốc. Trò chơi đã có 660 triệu người chơi trên toàn thế giới vào năm 2018.
Năm 2013, trò chơi này là một trong ba trò chơi điện tử phổ biến nhất ở Trung Quốc, với doanh thu gần 1 tỷ USD. Đây là trò chơi có doanh thu cao nhất thế giới năm 2014 với 1,5 nghìn tỷ ₩ ($1,3 tỷ).
Đến năm 2015, Crossfire thu về 6,8 tỷ đô la Mỹ, khiến nó trở thành một trong năm trò chơi điện tử có doanh thu cao nhất mọi thời đại, cùng với Space Invaders, Pac-Man, Street Fighter II  và World of Warcraft.
Crossfire đã thu về 1,1 tỷ đô la Mỹ vào năm 2016 và 1,4 tỷ đô la Mỹ vào năm 2017, khiến nó trở thành một trong ba game PC có doanh thu cao nhất trong cả hai năm, cùng với Liên Minh Huyền Thoại và Dungeon Fighter Online(DFO).
Năm 2018, Crossfire đã thu về 1,3 tỷ đô la Mỹ, trở thành một trong năm trò chơi điện tử có doanh thu cao nhất của năm, cùng với Fortnite, DFO, Liên Minh Huyền Thoại và Pokémon Go.
Năm 2019, Game thu về 1,4 tỷ đô la Mỹ.

## Các phiên bản khác của tựa game Crossfire
Năm 2015, phiên bản Mobile của tựa game Crossfire chính thức phát hành tại thị trường Trung Quốc. Sau 3 ngày phát hành, tựa game đã có hơn 1 triệu người chơi online, số người dùng đăng ký đã vượt quá 10 triệu người. Sau đó các phiên bản quốc tế của tựa game này được Tencent Games và Smilegate phân phối cho các thị trường khác nhau trên thế giới (trong đó có Việt Nam với tựa game Crossfire Legends do VNG phát hành, hiện đã đóng cửa tại Việt Nam vào ngày 15 tháng 10 năm 2020).
Phiên bản HD của tựa game Crossfire do Smilegate phát triển và được Tencent Games phát hành vào năm 2021 tại thị trường Trung Quốc, sử dụng đồ họa Unreal Engine 3.
Vào ngày 10 tháng 12 năm 2022, phiên bản Crossfire trên Xbox Series X/S và Xbox One được phát hành với tên gọi là Crossfire X. Tựa game có 2 chế độ chơi gồm chế độ chơi mạng truyền thống và chế độ chơi đơn theo cốt truyện. Đối với chế độ chơi đơn thì được Remedy Entertainment phát triển, trong khi chế độ chơi chơi mạng được thực hiện bởi Smilegate Entertainment (phát triển dựa trên phiên bản HD của Crossfire). Hiện tại thì tựa game Crossfire X đã ngừng phân phối và vận hành vào ngày 18 tháng 5 năm 2023.
Một phiên bản Crossfire theo thể loại chiến lược thời gian thực được phát triển bởi Blackbird Interactive và được Prime Matter và Smilegate phát hành cho Windows có tên gọi là Crossfire: Legion vào năm 2022 thông qua nền tảng Steam .
Phiên bản sử dụng đồ họa Unity có tên gọi Crossfire Zero được phát hành vào đầu năm 2020 dành cho thị trường Đông Nam Á (trong đó có Việt Nam do VTC Online phát hành) với hai chế độ chơi gồm chế độ chơi mạng truyền thống và chế độ chơi sinh tồn (Battle Royale Extreme). Hiện tại game đã ngừng phát hành vào tháng 10 năm 2020.